# Hauptman
Hauptman (förr även hoppman) var under medeltid och tidigmodern tid beteckningen på en befälsperson.
Greven Per Brahe den yngre tillsatte till exempel en hauptman som i hans ställe skulle regera i hans frånvaro över Visingsborgs grevskap. Man kan närmast jämföra hauptmannen med en landshövding. Ibland kan hauptmannens roll vara som fogde. I andra sammanhang kan en hauptman vara befälhavare för en fänika, det vill säga ha ställning som kapten.

## Etymologi
Ordet är inlånat från tyska språket och haupt betyder helt enkelt huvud.